# Приз «Известий» 1973
Приз «Известий» 1973 — VII  традиционный международный турнир по хоккею с шайбой. Состоялся 16 — 21 декабря 1973 года в Москве. Состав участников: СССР, Финляндия, Швеция, Чехия, Польша. Сборная СССР выиграла все четыре встречи и стала победителем турнира.

## Матчи турнира
| 16 декабря 1973 | Чехословакия | 7 : 1 (2:0, 2:0, 3:1) | Финляндия | Дворец спорта «Лужники», Москва Зрителей: 14 000 |

| Отчёт | Отчёт                           | Отчёт                | Отчёт                      | Отчёт                                  |
| --- | ------------------------------- | -------------------- | -------------------------- | -------------------------------------- |
| |                                 |                      |                            |                                        |
| | Иржи Холечек — 00:00-60:00      | Вратари              | 00:00-60:00 — Лео Сеппянен | Судьи: Виктор Домбровский Уве Дальберг |
| | Голы:                           |                      |                            | Судьи: Виктор Домбровский Уве Дальберг |
| Иржи Кохта (В. Мартинец) — 01:21 Карел Румл (Р. Фарда) — 10:34 Владимир Вейт (В. Недомански) — 27:48 Вацлав Недомански (В. Вейт) — 35:05 Йозеф Хорешовски (И. Холик) — 40:42 Рихард Фарда — 42:48 Владимир Мартинец (И. Кохта) — 50:29 | 1:0 2:0 3:0 4:0 5:0 6:0 7:0 7:1 | 60:00 — Йорма Каллио |                            | Судьи: Виктор Домбровский Уве Дальберг |
| |                                 |                      |                            | Судьи: Виктор Домбровский Уве Дальберг |
| |                                 |                      |                            | Судьи: Виктор Домбровский Уве Дальберг |
| |                                 |                      |                            | Судьи: Виктор Домбровский Уве Дальберг |
| 4 мин | Штраф                           | 2 мин                |                            | Судьи: Виктор Домбровский Уве Дальберг |
| |                                 |                      |                            |                                        |
| |                                 |                      |                            |                                        |

| 16 декабря 1973 | СССР | 8 : 3 (3:1, 2:1, 3:1) | Швеция | Дворец спорта «Лужники», Москва Зрителей: 14 000 |

| Отчёт | Отчёт                                       | Отчёт                                                                                                | Отчёт                             | Отчёт                              |
| --- | ------------------------------------------- | --- | --------------------------------- | ---------------------------------- |
| |                                             | |                                   |                                    |
| | Владислав Третьяк — 00:00-60:00             | Вратари                                                                                              | 00:00-60:00 — Кристер Абрахамссон | Судьи: Йозеф Компалла Унто Виитала |
| | Голы:                                       | |                                   | Судьи: Йозеф Компалла Унто Виитала |
| Валерий Харламов — 06:09 Борис Михайлов (В. Харламов) — 09:34 Александр Бодунов (В. Петров) — 12:33 Александр Гусев (Б. Михайлов) — 34:22 Валерий Васильев (Б. Михайлов) — 37:37 Борис Михайлов — 44:41 Борис Михайлов (В. Петров) — 47:32 Александр Волчков (А. Якушев) — 54:27 | 0:1 1:1 2:1 3:1 3:2 4:2 5:2 5:3 6:3 7:3 8:3 | 00:36 — Арне Карлссон (Д. Седерстрём) 23:56 — Кьелл-Руне Милтон 41:24 — Андерс Хедберг (У. Нильссон) |                                   | Судьи: Йозеф Компалла Унто Виитала |
| |                                             | |                                   | Судьи: Йозеф Компалла Унто Виитала |
| |                                             | |                                   | Судьи: Йозеф Компалла Унто Виитала |
| |                                             | |                                   | Судьи: Йозеф Компалла Унто Виитала |
| 4 мин | Штраф                                       | 2 мин                                                                                                |                                   | Судьи: Йозеф Компалла Унто Виитала |
| |                                             | |                                   |                                    |
| |                                             | |                                   |                                    |

| 17 декабря 1973 | Польша | 1 : 10 (0:4, 1:5, 0:1) | СССР | Дворец спорта «Лужники», Москва Зрителей: 14 000 |

| Отчёт                              | Отчёт                                        | Отчёт | Отчёт                 | Отчёт                           |
| ---------------------------------- | -------------------------------------------- | --- | --------------------- | ------------------------------- |
|                                    |                                              | |                       |                                 |
|                                    | Анджей Ткач                                  | Вратари | Александр Сидельников | Судьи: Алеш Пражак Унто Виитала |
|                                    | Голы:                                        | |                       | Судьи: Алеш Пражак Унто Виитала |
| Валенты Зентара (Т. Качик) — 20:16 | 0:1 0:2 0:3 0:4 1:4 1:5 1:6 1:7 1:8 1:9 1:10 | 08:40 — Владимир Петров (Б. Михайлов) 11:07 — Юрий Лебедев (А. Волчков) 16:52 — Борис Михайлов (В. Харламов) 18:03 — Юрий Лебедев (А. Волчков) 20:34 — Александр Мальцев 23:52 — Валерий Харламов 25:27 — Александр Мальцев (А. Волченков) 33:23 —Александр Якушев (Ю. Лебедев) 34:26 — Александр Мартынюк (А. Мальцев) 49:12 — Александр Мальцев (А. Мартынюк) |                       | Судьи: Алеш Пражак Унто Виитала |
|                                    |                                              | |                       | Судьи: Алеш Пражак Унто Виитала |
|                                    |                                              | |                       | Судьи: Алеш Пражак Унто Виитала |
|                                    |                                              | |                       | Судьи: Алеш Пражак Унто Виитала |
| 12 мин                             | Штраф                                        | 24 мин |                       | Судьи: Алеш Пражак Унто Виитала |
|                                    |                                              | |                       |                                 |
|                                    |                                              | |                       |                                 |

| 17 декабря 1973 | Швеция | 2 : 5 (0:0, 0:3, 2:2) | Финляндия | Дворец спорта «Лужники», Москва Зрителей: 5000 |

| Отчёт                                                                     | Отчёт                         | Отчёт | Отчёт                        | Отчёт                                    |
| ------------------------------------------------------------------------- | ----------------------------- | --- | ---------------------------- | ---------------------------------------- |
|                                                                           |                               | |                              |                                          |
|                                                                           | Вильям Лёфквист — 00:00-60:00 | Вратари | 00:00-60:00 — Антти Леппянен | Судьи: Андрей Захаров Виктор Домбровский |
|                                                                           | Голы:                         | |                              | Судьи: Андрей Захаров Виктор Домбровский |
| Андерс Хедберг (М. Ольберг) — 41:41 Томми Абрахамссон (М. Валтин) — 47:38 | 0:1 0:2 0:3 1:3 1:4 2:4 2:5   | 21:57 — Тимо Сутинен 33:52 — Тимо Сутинен 37:09 — Пекка Марьямяки (Т. Сутинен) 57:39 — Сеппо Суораниеми (Т. Сутинен) 57:49 — Сеппо Ахокайнен (В.-П. Кетола) |                              | Судьи: Андрей Захаров Виктор Домбровский |
|                                                                           |                               | |                              | Судьи: Андрей Захаров Виктор Домбровский |
|                                                                           |                               | |                              | Судьи: Андрей Захаров Виктор Домбровский |
|                                                                           |                               | |                              | Судьи: Андрей Захаров Виктор Домбровский |
| 12 мин                                                                    | Штраф                         | 6 мин |                              | Судьи: Андрей Захаров Виктор Домбровский |
|                                                                           |                               | |                              |                                          |
|                                                                           |                               | |                              |                                          |

| 18 декабря 1973 | Польша | 1 : 9 (0:4, 0:3, 1:2) | Чехословакия | Дворец спорта «Лужники», Москва Зрителей: 3500 |

| Отчёт                                | Отчёт                                                   | Отчёт | Отчёт                   | Отчёт                            |
| ------------------------------------ | ------------------------------------------------------- | --- | ----------------------- | -------------------------------- |
|                                      |                                                         | |                         |                                  |
|                                      | Хенрик Войтынек — 00:00-11:00 Анджей Ткач — 11:00-60:00 | Вратари | 00:00-60:00 — Иржи Црха | Судьи: Уве Дальберг Унто Виитала |
|                                      | Голы:                                                   | |                         | Судьи: Уве Дальберг Унто Виитала |
| Адам Копчинский (М. Яскерский) — 54` | 0:1 0:2 0:3 0:4 0:5 0:6 0:7 0:8 0:9 1:9                 | 01` — Вацлав Недомански 08` — Иржи Холик (В. Вейт) 11` — Ян Файт (Р. Фарда) 13` — Олджрих Махач (М. Кужела) 26` — бол Богуслав Штясны (И. Кохта) 28` — Иржи Кохта 35` — Владимир Вейт 48` — Ярослав Мец (М. Кужела) 53` — Иван Глинка (Р. Фарда) |                         | Судьи: Уве Дальберг Унто Виитала |
|                                      |                                                         | |                         | Судьи: Уве Дальберг Унто Виитала |
|                                      |                                                         | |                         | Судьи: Уве Дальберг Унто Виитала |
|                                      |                                                         | |                         | Судьи: Уве Дальберг Унто Виитала |
| 6 мин                                | Штраф                                                   | 4 мин |                         | Судьи: Уве Дальберг Унто Виитала |
|                                      |                                                         | |                         |                                  |
|                                      |                                                         | |                         |                                  |

| 19 декабря 1973 | Чехословакия | 2 : 4 (0:1, 2:3, 0:0) | Швеция | Дворец спорта «Лужники», Москва Зрителей: 14 000 |

| Отчёт                                                 | Отчёт                      | Отчёт | Отчёт                             | Отчёт                              |
| ----------------------------------------------------- | -------------------------- | --- | --------------------------------- | ---------------------------------- |
|                                                       |                            | |                                   |                                    |
|                                                       | Иржи Холечек — 00:00-60:00 | Вратари | 00:00-60:00 — Кристер Абрахамссон | Судьи: Андрей Захаров Унто Виитала |
|                                                       | Голы:                      | |                                   | Судьи: Андрей Захаров Унто Виитала |
| Иржи Бубла бол — 24:54 Иван Глинка (О. Махач) — 31:55 | 0:1 0:2 1:2 1:3 2:3 2:4    | 19:20 — Кьелл-Руне Милтон (У. Нильссон) 22:24 — Дан Лабраатен (С. Карлссон) 26:07 — Бо Берггрен (Б. Юханссон) 35:29 — Бьёрн Пальмквист (С. Юханссон) |                                   | Судьи: Андрей Захаров Унто Виитала |
|                                                       |                            | |                                   | Судьи: Андрей Захаров Унто Виитала |
|                                                       |                            | |                                   | Судьи: Андрей Захаров Унто Виитала |
|                                                       |                            | |                                   | Судьи: Андрей Захаров Унто Виитала |
| 8 мин                                                 | Штраф                      | 14 мин |                                   | Судьи: Андрей Захаров Унто Виитала |
|                                                       |                            | |                                   |                                    |
|                                                       |                            | |                                   |                                    |

| 19 декабря 1973 | СССР | 7 : 0 (3:0, 3:0, 1:0) | Финляндия | Дворец спорта «Лужники», Москва Зрителей: 14 000 |

| Отчёт | Отчёт                             | Отчёт   | Отчёт                          | Отчёт                             |
| --- | --------------------------------- | ------- | ------------------------------ | --------------------------------- |
| |                                   |         |                                |                                   |
| | Владислав Третьяк — 00:00 - 60:00 | Вратари | 00:00 - 60:00 — Антти Леппянен | Судьи: Уве Дальберг Юзеф Компалла |
| | Голы:                             |         |                                | Судьи: Уве Дальберг Юзеф Компалла |
| Александр Волчков — 06:19 Вячеслав Анисин (Ю. Лебедев) — 07:40 Владимир Лутченко (А. Волчков, А. Мальцев) — 16:57 Александр Якушев (А. Мальцев) — 20:42 Александр Якушев (В. Лутченко) — 31:38 Вячеслав Анисин (В. Кузнецов) — 32:29 Александр Бодунов (В. Анисин, Ю. Лебедев) — 51:13 | 1:0 2:0 3:0 4:0 5:0 6:0 7:0       |         |                                | Судьи: Уве Дальберг Юзеф Компалла |
| |                                   |         |                                | Судьи: Уве Дальберг Юзеф Компалла |
| |                                   |         |                                | Судьи: Уве Дальберг Юзеф Компалла |
| |                                   |         |                                | Судьи: Уве Дальберг Юзеф Компалла |
| 10 мин | Штраф                             | 6 мин   |                                | Судьи: Уве Дальберг Юзеф Компалла |
| |                                   |         |                                |                                   |
| |                                   |         |                                |                                   |

| 20 декабря 1973 | Швеция | 2 : 3 (0:1, 0:2, 2:0) | Польша | Дворец спорта «Лужники», Москва Зрителей: 5000 |

| Отчёт                                                          | Отчёт               | Отчёт | Отчёт       | Отчёт                                 |
| -------------------------------------------------------------- | ------------------- | --- | ----------- | ------------------------------------- |
|                                                                |                     | |             |                                       |
|                                                                | Вильям Лёфквист     | Вратари | Анджей Ткач | Судьи: Виктор Домбровский Алеш Пражак |
|                                                                | Голы:               | |             | Судьи: Виктор Домбровский Алеш Пражак |
| Стефан Карлссон (Д. Лабраатен) —56:25 Бьёрн Пальмквист — 59:36 | 0:1 0:2 0:3 1:3 2:3 | 05:10 — Ян Пецко (В. Токаж) 35:03 — Мечислав Яскерский (С. Хованец) 39:05 — бол Валенты Зентара (Й. Словакевич) |             | Судьи: Виктор Домбровский Алеш Пражак |
|                                                                |                     | |             | Судьи: Виктор Домбровский Алеш Пражак |
|                                                                |                     | |             | Судьи: Виктор Домбровский Алеш Пражак |
|                                                                |                     | |             | Судьи: Виктор Домбровский Алеш Пражак |
| 8 мин                                                          | Штраф               | 4 мин |             | Судьи: Виктор Домбровский Алеш Пражак |
|                                                                |                     | |             |                                       |
|                                                                |                     | |             |                                       |

| 21 декабря 1973 | Финляндия | 1 : 1 (1:0, 0:0, 0:1) | Польша | Дворец спорта «Лужники», Москва Зрителей: 4000 |

| Отчёт                 | Отчёт                          | Отчёт                                      | Отчёт                       | Отчёт                                    |
| --------------------- | ------------------------------ | ------------------------------------------ | --------------------------- | ---------------------------------------- |
|                       |                                |                                            |                             |                                          |
|                       | Антти Леппянен — 00:00 - 60:00 | Вратари                                    | 00:00 - 60:00 — Анджей Ткач | Судьи: Виктор Домбровский Андрей Захаров |
|                       | Голы:                          |                                            |                             | Судьи: Виктор Домбровский Андрей Захаров |
| Лассе Оксанен — 02:42 | 1:0 1:1                        | 53:18 — бол Стефан Хованец (А. Копчинский) |                             | Судьи: Виктор Домбровский Андрей Захаров |
|                       |                                |                                            |                             | Судьи: Виктор Домбровский Андрей Захаров |
|                       |                                |                                            |                             | Судьи: Виктор Домбровский Андрей Захаров |
|                       |                                |                                            |                             | Судьи: Виктор Домбровский Андрей Захаров |
| 6 мин                 | Штраф                          | 4 мин                                      |                             | Судьи: Виктор Домбровский Андрей Захаров |
|                       |                                |                                            |                             |                                          |
|                       |                                |                                            |                             |                                          |

| 21 декабря 1973 | СССР | 7 : 1 (0:1, 3:0, 4:0) | Чехословакия | Дворец спорта «Лужники», Москва Зрителей: 14 000 |

| Отчёт | Отчёт                           | Отчёт                              | Отчёт                      | Отчёт                             |
| --- | ------------------------------- | ---------------------------------- | -------------------------- | --------------------------------- |
| |                                 |                                    |                            |                                   |
| | Владислав Третьяк — 00:00-60:00 | Вратари                            | 00:00-60:00 — Иржи Холечек | Судьи: Уве Дальберг Юзеф Компалла |
| | Голы:                           |                                    |                            | Судьи: Уве Дальберг Юзеф Компалла |
| Валерий Васильев (Б. Михайлов) бол — 20:36 Владимир Петров — 24:21 Валерий Харламов (Б. Михайлов) — 28:21 Владимир Петров — 43:31 Юрий Лебедев (Г. Цыганков) — 48:33 Владимир Петров — 49:01 Александр Мальцев — 52:43 | 0:1 1:1 2:1 3:1 4:1 5:1 6:1 7:1 | 06:11 — бол Милан Кужела (Я. Сухи) |                            | Судьи: Уве Дальберг Юзеф Компалла |
| |                                 |                                    |                            | Судьи: Уве Дальберг Юзеф Компалла |
| |                                 |                                    |                            | Судьи: Уве Дальберг Юзеф Компалла |
| |                                 |                                    |                            | Судьи: Уве Дальберг Юзеф Компалла |
| 8 мин | Штраф                           | 12 мин                             |                            | Судьи: Уве Дальберг Юзеф Компалла |
| |                                 |                                    |                            |                                   |
| |                                 |                                    |                            |                                   |

## Итоговая таблица
|   |           | 1    | 2   | 3   | 4    | 5   |  | И | В | Н | П | Ш     | О |
| - | --------- | ---- | --- | --- | ---- | --- |  | - | - | - | - | ----- | - |
| 1 | СССР      | −−−  | 7:1 | 7:0 | 10:1 | 8:3 |  | 4 | 4 | 0 | 0 | 32—5  | 8 |
| 2 | ЧССР      | 1:7  | −−− | 7:1 | 9:1  | 2:4 |  | 4 | 2 | 0 | 2 | 19—13 | 4 |
| 3 | Финляндия | 0:7  | 1:7 | −−− | 1:1  | 5:2 |  | 4 | 1 | 1 | 2 | 7—17  | 3 |
| 4 | Польша    | 1:10 | 1:9 | 1:1 | −−−  | 3:2 |  | 4 | 1 | 1 | 2 | 6—22  | 3 |
| 5 | Швеция    | 3:8  | 4:2 | 2:5 | 2:3  | −−− |  | 4 | 1 | 0 | 3 | 11—18 | 2 |

## Победитель
| Победитель Приза «Известий» 1973 |
| СССР Шестой титул                |

## Лучшие игроки
| Вратарь    | Иржи Холечек     |
| Защитник   | Александр Гусев  |
| Нападающий | Валерий Харламов |
| Бомбардир  | Борис Михайлов   |